# 菩提講堂

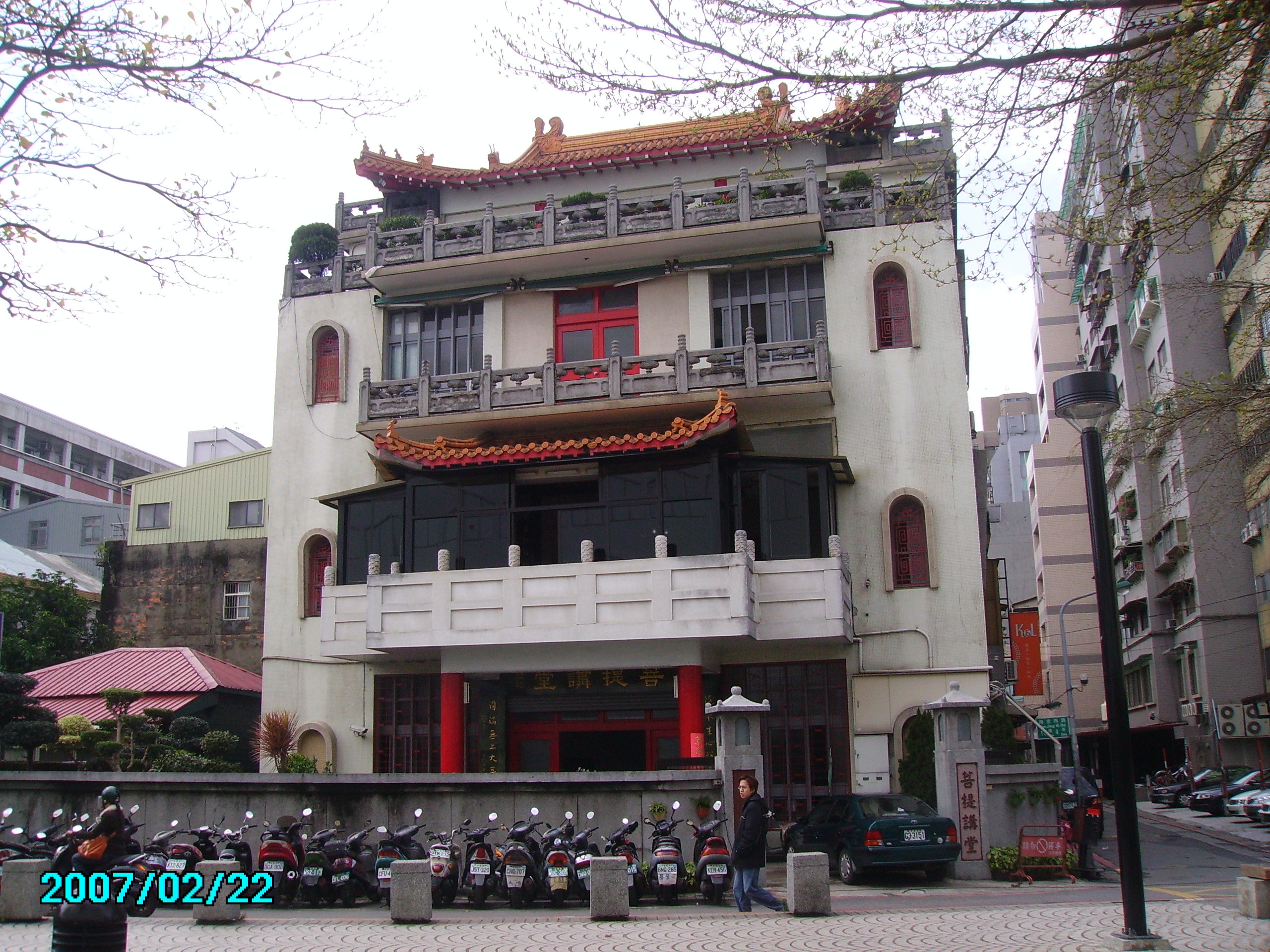
菩提講堂

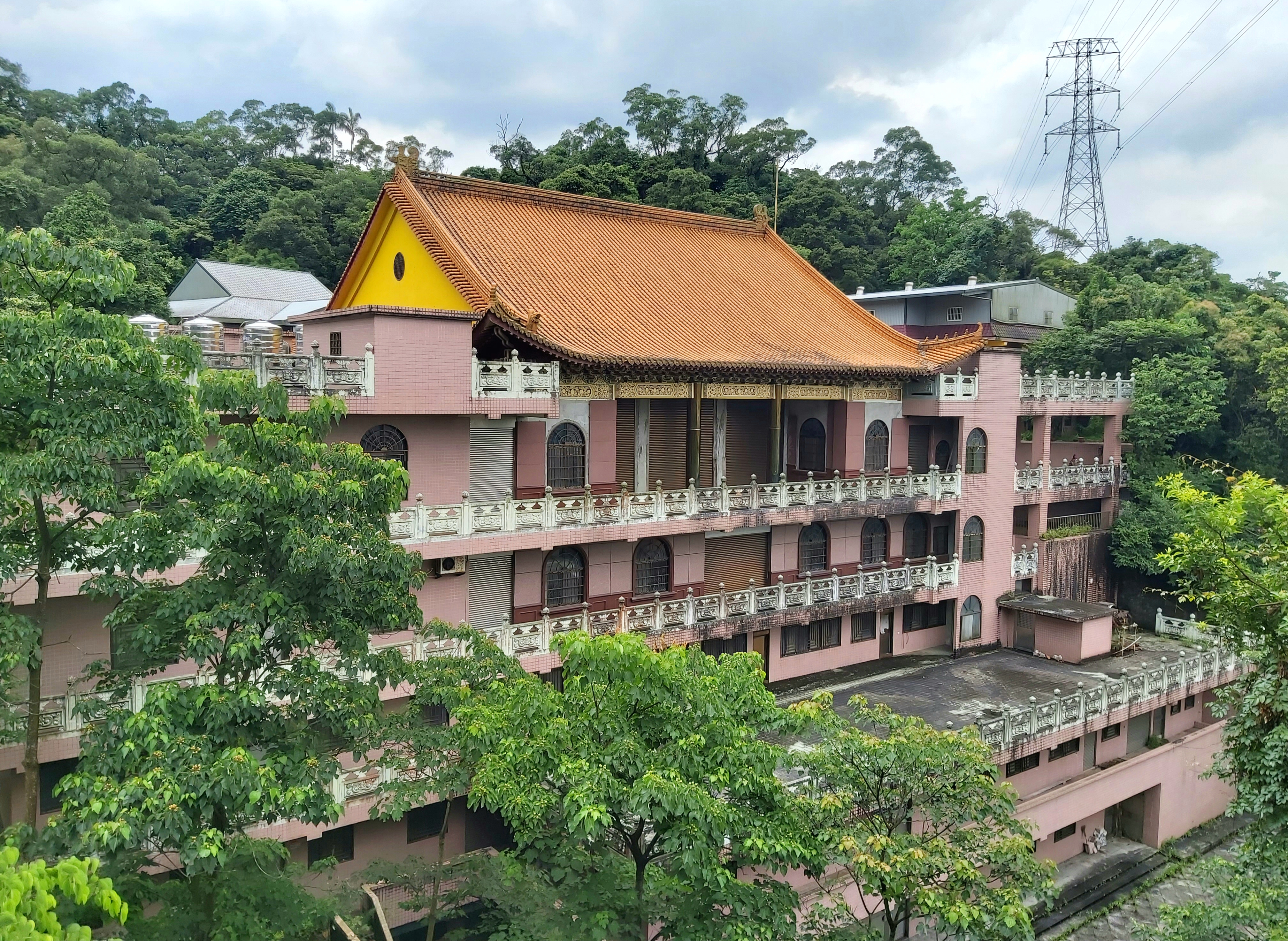
位於新北市汐止區的「菩提禪林」，為菩提講堂的附屬內修道場。

菩提講堂位於台灣台北市南京西路，乃一宏法道場，爲實踐慈航大師生前遺願而建，初由玄光上人發起籌募，1954年購置木造平房一大間，親任開山住持。1966年修觀法師繼承師志重行籌募興建，1967年8月動工、1968年12月竣工，為主祀釋迦牟尼之佛教廟宇、位於台北大同區之仿古四層樓建築。另外，該廟宇的組織型態為管理人制，祭典日期則是每年農曆之四月初八。